# Skënder Gjinushi
Skënder Gjinushi (geboren am 24. Dezember 1949 in Vlora, Albanien) ist ein albanischer Politiker und Vorsitzender der Albanischen Akademie der Wissenschaften.

## Ausbildung und wissenschaftliche Tätigkeit
Gjinushi studierte Mathematik an der Universität Tirana. Nach dem Abschluss im Jahr 1972 begann er, an dieser Universität zu unterrichten. Zudem bildete er sich von 1973 bis 1977 an der Universität Pierre und Marie Curie in Paris weiter.
1988 habilitierte er sich. Seit 1989 ist er Mitglied der Albanischen Akademie der Wissenschaften. Im Sommer 2019 sollte er zu deren Vorsitzendem gewählt werden. Ilir Meta, Präsident der Republik Albanien, verweigerte aber zuerst seine Ernennung, da er nach wie vor maßgebenden Einfluss auf eine politische Partei habe. Schließlich wurde er im Oktober 2019 doch noch zum Präsidenten der Akademie gewählt.

## Politik
Von 1987 bis 1991 war Gjinushi Mitglied des albanischen Parlaments und Bildungsminister. Nach dem Zusammenbruch des kommunistischen Regimes gründete er 1991 die Sozialdemokratische Partei Albaniens. 1992 wurde er erneut ins Parlament gewählt. Am 24. Juli 1997 hatte Gjinushi für einige Stunden übergangsweise das Amt des Präsidenten Albaniens inne. Von 1997 bis 2001 war er Parlamentspräsident. In der zweiten Regierung von Ilir Meta und in der zweiten Regierung von Pandeli Majko (September 2001 bis Februar 2002 respektive Februar bis Juli 2002) war er Stellvertretender Ministerpräsident und Arbeits- und Sozialminister. Seit 2009 gehört er nicht mehr dem Parlament an. Im Frühjahr 2019 gab er den Parteivorsitz ab.

## Privatleben
Gjinushi ist verheiratet und hat zwei Kinder.